# Hatun Muhçu
Hatun Muhçu (ur. 24 lutego 1986) – turecka zapaśniczka walcząca w stylu wolnym. Zajęła czternaste miejsce na mistrzostwach świata w 2005. Szesnasta na mistrzostwach Europy w 2011. Wicemistrzyni uniwersjady w 2005. Trzecia na mistrzostwach śródziemnomorskich w 2010 i 2011 roku.